# 林卓廷
林卓廷（英語：Lam Cheuk-ting；1977年6月13日—），香港前北區區議員及前任民主黨副主席，曾任民主黨總幹事、廉政公署前調查主任。2021年1月6日因早前參與立法會民主派初選涉嫌違犯港區國安法而被捕，2月底開始被還押至今。林卓廷因被囚無法履行職務，於2021年3月及5月分別辭去北區區議員及民主黨副主席職務。

## 生平
林卓廷自小於屯門定居，籍貫廣東清遠；幼稚園就讀於路德會呂祥光幼稚園，小學就讀於路德會呂祥光小學，中學於路德會呂祥光中學畢業，後於1999年畢業於香港中文大學政治與行政學系。他的身高達192（6.30英尺）亦因而得外號「六尺四」。
2001年出任香港民主黨研究主任，2007年出任廉政公署調查主任。
直到2011年，因民主黨時任總幹事陳家偉被傳媒揭發在尖沙咀香檳大廈嫖妓後，辭任總幹事，於是，林卓廷重返民主黨及接替總幹事一職，與時任主席劉慧卿緊密合作。
2014年，林卓廷聯同工黨社區幹事趙恩來共同成立「全港業主反貪腐反圍標大聯盟」，並擔任大聯盟發言人，更於3月15日發動反圍標大遊行，抗議政府處理圍標問題束手無策，超過500名業主參與。行動引起政府當局高度關注，民政事務局局長曾德成同日透過網誌回應業主訴求。
林積極跟進私人屋苑維修工程懷疑圍標個案，並應邀出席及主講多個反圍標講座，令小業主關注及重視圍標帶來的禍害。

### 參選區議會
2015年香港區議會選舉，林首次參選，並於水貨客走私的重災區上水石湖墟選區，挑戰時任民建聯區議員王潤強。憑反水貨客及反圍標議題，他以2390票擊敗只有1760票的王潤強，當選北區區議會議員。

### 參選立法會
2016年香港立法會選舉，林代表民主黨參選，參與新界東選區，並獲同區上任議員劉慧卿排名單第二，最終成功接棒，以39,327票排名第六當選。

## 議員生涯

### 立法會宣誓風波
2016年10月1日，林卓廷於宣誓就職時，大叫與誓詞無關字句「打擊貪腐，狼英下台！」。

### 林子健疑被禁錮事件
2017年8月11日，民主黨召開緊急記者會，講述黨友林子健在2017年8月10日被懷疑強力部門擄走禁錮，林卓廷高調參與記者會，協助及發佈黨友林子健聲稱被擄事件，當時仍未報警求助。林更在未有證實的情況下表示：「是次虐待性質是香港歷來首次如此嚴重，內地強力部門人員在香港濫用私刑，恐嚇港人和損害港人自由！」8月14日，林子健懷疑被擄事件持續發酵，《傳真社》記者在收集旺角砵蘭街商戶的閉路電視片段後，發現民主黨林子健講法與影片矛盾，記者當晚到達林子健家門外，向林子健索取回應。其間發現林卓廷在林子健家中進行晚膳，要記者表明知道林卓廷在內及逾20分鐘後，林卓廷才出來見記者及接受訪問，並同意片中戴上鴨舌帽、口罩及太陽眼鏡的人與林子健體型相近，但由於容貌完全被遮蓋，他認為難以判斷。及後，林卓廷隨即離開飯局，聯絡黨友李柱銘和何俊仁商討。2019年3月15日，裁判官指整件拐帶事件都是林子健自編、自導、自演，故裁定他罪名成立，判囚5個月

### 立法會內抗議一地兩檢被檢控
2018年12月7日，尹兆堅和林卓廷收到香港警方通知，在關於他們兩位在6月30日立法會會議上的行為，兩人將會被警方預約拘捕及提出檢控。事件是關於在6月13日立法會會議上高鐵一地兩檢條例草案，期間有幾位民主黨議員被逐出會議廳。在過程中和保安員發生碰撞，事後兩位立法會保安員報警聲稱受傷。

### 2018年12月民主黨新界東支部集體退黨事件
2018年9月，民主黨中委會早前通過，把「將軍澳民生關注組」列為政治團體，民主黨成員即不能以雙牌頭出選。本身為「將軍澳民生關注組」成員的柯耀林批評民主黨立法會議員林卓廷及莊榮輝故意就2019年香港區議會選舉的安排派人於「都善」選區和將軍澳民生關注組成員李栢棠撞區、處事霸道。林卓廷則反駁是民主派的機制支持莊榮輝出選「都善」，假如參與政黨，就有義務支持黨友。如果支持另一和民主黨對選的人，有違黨紀。
至2018年12月，大埔區議員區鎮樺、沙田區議員李永成、丁仕元、吳錦雄、北區區議員劉其烽和西貢區前區議員兼社區主任柯耀林等59名民主黨成員將退黨信交到民主黨秘書處，宣布退黨，批評林卓廷「毫無政治道德」。林卓廷強調事件一直根據民主黨的機制共同決策，而非其個人決定。其後，六年前帶領柯耀林一同加入民主黨的前任主席劉慧卿，則發聲明挺林卓廷，稱有關指控是「嚴重失實，有計劃人格謀殺」。感到痛心憤怒。她又指，有關人士聲言退黨已經「拖拖拉拉」3個月，認為「勉強冇幸福，如果唔開心就離開囉」。

### 被指泄露立法會圖紙
2019年7月7日據《大公報》報道，林卓廷在6月11日，即立法會原定審議逃犯條例修訂草案的前一天，在Facebook個人專頁上載了立法會綜合大樓走火路線圖。其後在7月1日發生闖入立法會大樓事件，謝偉俊暗指有些人衝擊前事先規劃，甚至取得圖則，「專業及聚焦地造成不可輕易修復的破壞」。

### 發起反水貨遊行被警方圍捕及施放胡椒噴霧
2020年1月5日，林卓廷連同多名北區區議員於上水舉行反水貨遊行，事前已經申請不反對通知書，遊行有1萬人參與，警方則指最高峰時有2,500人。遊行由上水一號花園起行，並遊行至上水港鐵站，期間途經多間藥房，但警方突然進入上水中心一帶拘捕多人。林卓廷當時現場並無衝突，質疑警方並無需要突然圍捕及施放胡椒噴霧。
在反水貨遊行期間，有警員護送被示威者指罵的水貨客離開。另外，一名便衣蒙面警員多次被射中胡椒噴霧，狀甚痛苦，直至被噴中的便衣警員出示委任證及表明身份，防暴警察才停止施放胡椒噴霧。及後，警方批評有關遊行演變成非法集結。民主黨及多名民主黨北區議員(包括林卓廷本人)議則一再反駁，指遊行本來和平有序進行，但警方仍然調派防暴警察接近集會場地及遊行路線不斷巡邏，更在集會場地附近展示水炮車及裝甲車，目的是想震懾正在合法遊行的市民。

### 出售物業套現
2021年1月中，多間媒體報道林卓廷以過1268萬元賣出位於沙田翠湖花園，在2009年買入的自住物業，他表示為了應付子女升學及官司案件而賣樓套現，強調不想被建制媒體「做文章」屈他「走佬」。他表示要「應付香港漫長的政治寒冬」，同時稱自己無計劃離開。

## 民主派立法會去留爭議

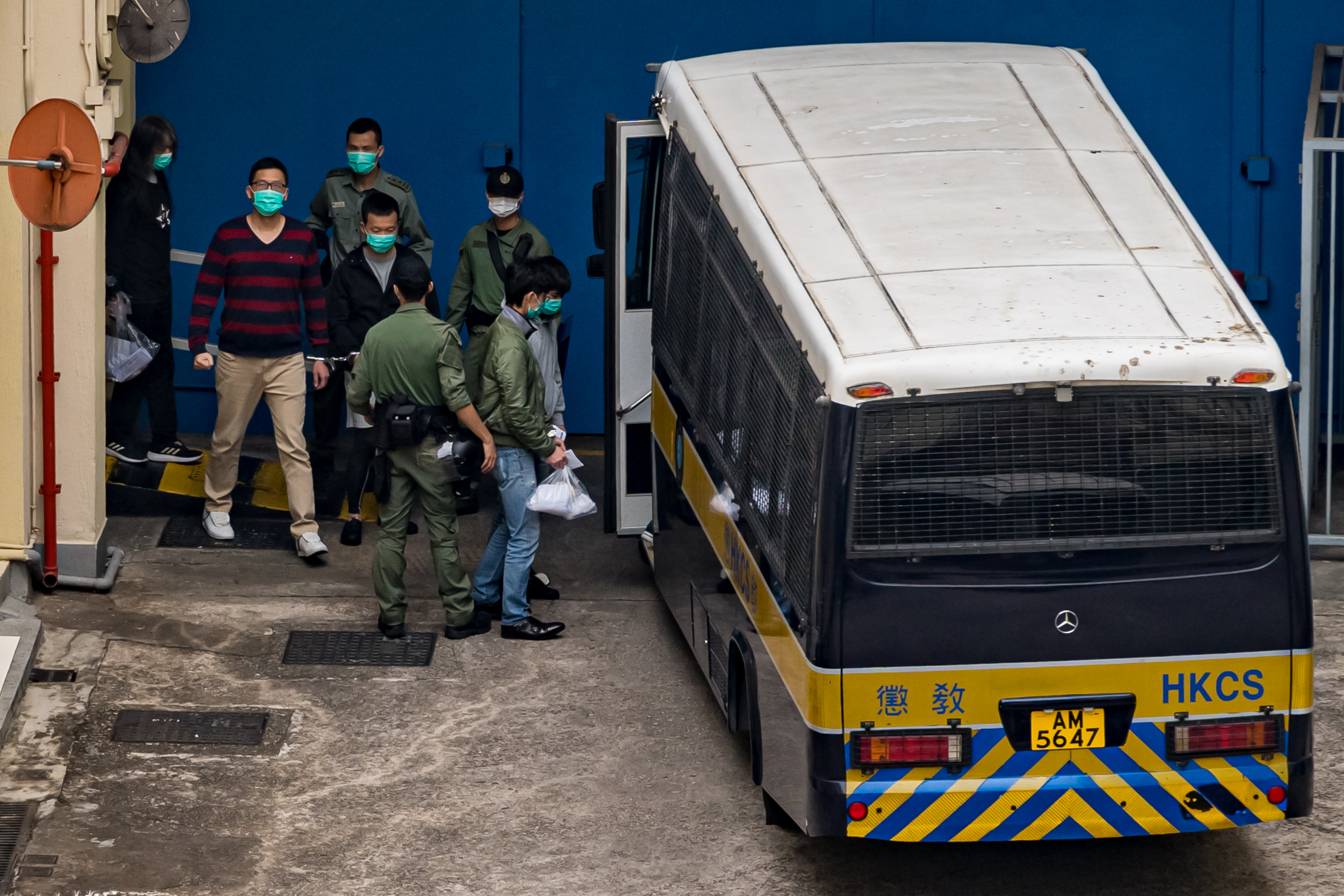
林卓廷的囚車

2020年原定舉行立法會換屆選舉，政府以疫情為由押後，民主派就去留引發爭議，香港時事評論員袁弓夷拍片批評一直主張留任的林卓廷，指其說話藝術和前立法會主席曾鈺成一樣。林卓廷拍片回應稱，對袁弓夷的指控感到難以理解。

民主派立法會議員當中，人民力量陳志全及議會陣線朱凱廸都表明杯葛過渡期的立法會，林卓廷去信朱凱廸表示希望與對方親身辯論去留利弊。
2020年9月，部份民主派立法會議員表明會按香港民意研究所進行的民調結果決定是否延任議員一職，民主黨製作解說留任理據的單張中引用了流亡海外前香港眾志羅冠聰的言論，就此，黃之鋒曾發文批評民主黨誤導市民。時為民主黨立法會議員的林卓廷則在黃之鋒Facebook留言回應，重申單張內有關羅冠聰的發言內容只是如實引述其公開發表的文章內容。

## 反修例爭議
林卓廷和其所屬民主黨一直反對修訂逃犯條例，認為將會損害香港法治。於反修例運動期間，林卓廷曾經被支持修例的黑社會人士毆打。另外，林亦關注部分抗爭人士法庭判刑的事宜。例如，於2020年4月，一名男導遊斬傷三名將軍澳和平示威者，法官郭偉健未有片言隻字斥責行兇的被告，亦採取和四年前表明法庭不加入政治辯論的態度不同，反而不停批評爭取民主的和平示威者進行恐怖活動林卓廷狠批主審法官判詞「顛倒黑白是非」，形容對判詞感到「極之震驚」，又批評郭將私人政見放在法庭上。

### 元朗襲擊事件
2019年7月21日元朗襲擊事件中，多名疑有黑社會背景白衣人士在元朗站向手無寸鐵市民施襲，林卓廷於第一輪衝突後趕到現場，被多人在列車上圍毆，嘴角及雙手被棍毆傷，被送往屯門醫院救治，嘴角縫了18針，右手手臂有多條傷痕，前臂硬物撞擊造成骨裂。他憶述白衣人士初時毆打車廂內的乘客，後來明顯針對他施襲。
事後民建聯梁志祥則以片段佐證，指控林卓廷在現場僅是雙方對峙時「挑機」、「火上加油」，導致有人開始打市民及記者，認為林卓廷需要為市民受傷負上一定責任。林卓廷否認，澄清指自己在現場曾20次要求對方停止攻擊，惟對方仍繼續打，最後向白衣人稱已經報警。
至2019年10月，何君堯日前在立法會提出譴責林卓廷的動議，指控林卓廷於7月21日當晚在現場挑釁，林卓廷其後指控何君堯對他作出嚴重誹謗，民主黨主席胡志偉亦動議反對議案，指何君堯「惡人先告狀」，公民黨譚文豪關注，譴責議案措辭附表載有由何君堯編制的事件時序表，當中有英語粗言，質疑是否代表正式文件就容許有粗言。至11月19日正式透過律師入稟控告何君堯誹謗。
2020年1月12日，親建制派團體「珍惜群組」在西鐵綫元朗站發起遊行到元朗警署，指控林卓廷是7月21日襲擊事件的罪魁禍首，並拉起寫上「無林卓廷帶暴徒入元朗就沒7·21」的橫額，要求警方拘捕和嚴懲他。林卓廷指有關言論「得啖笑」，批評有人有組織抹黑及散播謊言。
於2020年4月8日，區諾軒因為使用大聲公被判襲警罪成。有傳媒其後揭發，案件的控方大律師陳文慧曾多次發佈針對民主派的假新聞及仇恨言論，其中指控林卓廷的謠言也有被提及。
2020年8月26日，林卓廷因涉嫌參與前一年721暴動、7月6日屯門警署外串謀他人毀壞財物及妨礙司法公正罪被警方拘捕。林在721事件後，曾以受害人身份協助警方搜證緝拿兇徒，亦曾獲回信感謝，卻在這天以涉嫌暴動拘捕，他在被捕當場指香港警察已淪為政治工具，把受害人誣衊為被告。案件在2020年8月27日在西九龍裁判法院提堂，據控方所指，林在場稱「大家千祈唔好退，一退佢哋就衝入黎」，「入嚟幫手頂住佢」等，未有提及林涉有暴力行為。
2020年12月28日，廉署上門拘捕林卓廷，指他涉嫌於網上發佈721事件受查人資料，公眾質疑廉署聽命政府對異見者作政治檢控。
2025年2月27日，案件在區域法院審結，林卓廷判囚3年1個月，刑期為8名罪成非白衣人之中最高。

## 2019冠狀病毒病疫情期間表現
2019冠狀病毒病疫情期間，林卓廷曾要求政府就口罩等抗疫物品訂立儲備機制，但被財經事務及庫務局局長劉怡翔拒絕。林批評其言論大言不慚，沒有考慮到市民需要，是要市民自生自滅，斥政府未有吸取到2003年沙士的慘痛教訓。
另外，林亦關注因2019冠狀病毒病出现的失業問題，例如於2020年4月，林便協助一名忽然被工聯會屬下香港洋務工會冇預警下解僱的員工，批評工聯會「對外講就保就業，對內就炒啲老臣子，講一套做一套。」，對員工無情無義，就連將黃女士安置到其他屬會都沒有。

## 軼事
林卓廷與立法會議員陸頌雄年輕時均就讀於屯門區的中學，亦曾代表學校參與籃球學界比賽，故此兩人早已相識。

## 節目
- 《有種乳鴿》（D100網上電台節目）

## 資料來源
1. ↑  .   [2015-04-28]. （原始内容存档于2015-11-24）.
2. ↑  . 立場新聞. 2021-05-03  [2021-05-03]. （原始内容存档于2021-06-22）.
3. ↑  .   [2020-08-27]. （原始内容存档于2020-08-27）.
4. ↑  .   [2015-04-28]. （原始内容存档于2016-03-15）.
5. ↑  政Whats噏：立會兩高人　阿廷勝高佬賢半吋 （页面存档备份，存于） （页面存档备份，存于） 東方日報 2016年9月22日
6. ↑  . 蘋果日報. 2011-07-14  [2019-07-22]. （原始内容存档于2019-07-22）.
7. ↑  . 香港有線新聞. 2014-03-16.[]
8. ↑  . 頭條日報. 2014-03-17  [2015-11-25]. （原始内容存档于2015-11-25）.
9. ↑  . topick.hket.com.   [2019-07-16]. （原始内容存档于2019-07-16）.
10. ↑  立法會議員 林卓廷. . 蘋果日報. 2017-08-14  [2017-08-16]. （原始内容存档于2017-08-16）.
11. ↑  . 傳真社. 2017-08-15  [2017-08-16]. （原始内容存档于2019-03-12）.
12. ↑  . 頭條日報. 2017-08-15  [2017-08-16]. （原始内容存档于2017-08-16）.
13. ↑  . hk01.com. 2018-12-07  [2018-12-09]. （原始内容存档于2018-12-09）.
14. ↑  . 香港獨立媒體網.   [2019-12-28]. （原始内容存档于2019-12-02）.
15. ↑  . 明報新聞網 - 即時新聞 instant news.   [2019-12-28]. （原始内容存档于2019-12-28） （中文（繁體））.
16. ↑  . 香港獨立媒體. 2018-12-12  [2018-12-12]. （原始内容存档于2018-12-12）.
17. 1 2  Https://Www.post852.com, 852郵報. . 852郵報. 2018-12-13  [2019-12-28]. （原始内容存档于2019-12-28） （中文（香港））.
18. ↑  121625551334730. . 壹週刊.   [2019-12-28]. （原始内容存档于2019-12-28）.
19. ↑  . 大公報. 2019-07-07  [2019-08-30]. （原始内容存档于2019-08-30）.
20. ↑  . www.facebook.com.   [2020-01-05]. （原始内容存档于2020-06-25） （中文（简体））.
21. ↑  . www.881903.com.   [2020-01-05]. （原始内容存档于2020-06-25）.
22. ↑  . www.facebook.com.   [2020-01-05]. （原始内容存档于2020-06-25） （中文（简体））.
23. ↑  . news.rthk.hk.   [2020-01-05]. （原始内容存档于2020-01-06） （中文（臺灣））.
24. ↑  . www.facebook.com.   [2020-01-12]. （原始内容存档于2020-06-25） （中文（简体））.
25. ↑  . 立場新聞 Stand News.   [2020-01-05]. （原始内容存档于2020-01-06） （英语）.
26. ↑  韋景全. . 香港01. 2020-01-05  [2020-01-05]. （原始内容存档于2020-08-27） （中文（香港））.
27. ↑  . hk.news.yahoo.com.   [2020-01-05]. （原始内容存档于2020-01-06） （中文（香港））.
28. ↑  . www.facebook.com.   [2020-01-07]. （原始内容存档于2020-06-25） （中文（简体））.
29. ↑  . www.facebook.com.   [2020-01-07]. （原始内容存档于2020-06-25） （中文（简体））.
30. ↑  . 明報. 2021-01-18  [2021-01-19]. （原始内容存档于2021-03-04）.
31. ↑  . 蘋果日報. 2020-09-08  [2020-09-08]. （原始内容存档于2021-03-17）.
32. ↑  . 蘋果日報. 2020-09-07  [2020-09-08]. （原始内容存档于2021-03-04）.
33. ↑  . 蘋果日報. 2020-09-08  [2020-09-08]. （原始内容存档于2021-03-04）.
34. ↑  .   [2020-04-25]. （原始内容存档于2020-04-24）.
35. 1 2  . 香港01. 2019-07-22  [2019-07-22]. （原始内容存档于2019-07-22）.
36. ↑  . on.cc 東網. 2019-07-22  [2019-07-22]. （原始内容存档于2019-07-22）.
37. ↑  . 立場新聞. 2019-07-22  [2019-07-22]. （原始内容存档于2019-07-22）.
38. ↑  . news.rthk.hk.   [2019-12-28]. （原始内容存档于2019-12-28） （中文（臺灣））.
39. ↑  . www.msn.com.   [2019-12-28]. （原始内容存档于2019-12-28）.
40. ↑  陳欣彤. . 香港01. 2019-10-28  [2019-12-28]. （原始内容存档于2019-12-28） （中文（香港））.
41. ↑  羅家晴, 鄭寶生. . 香港01. 2019-11-20  [2019-12-28]. （原始内容存档于2019-12-28） （中文（香港））.
42. ↑  . 明報新聞網 - 即時新聞 instant news.   [2019-12-28]. （原始内容存档于2019-11-21） （中文（繁體））.
43. ↑  . 香港獨立媒體網.   [2019-12-28]. （原始内容存档于2019-12-28）.
44. ↑  . 明報. 2020-01-12  [2020-01-12]. （原始内容存档于2020-01-13） （中文（香港））.
45. ↑  .   [2020-04-08]. （原始内容存档于2020-04-07）.
46. ↑  . 香港01. 2020-08-26  [2020-08-26]. （原始内容存档于2020-08-27）.
47. ↑  . 香港01. 2020-08-26  [2020-08-26]. （原始内容存档于2020-08-27）.
48. ↑  . 蘋果日報 (香港). 2020-08-26  [2020-08-26]. （原始内容存档于2020-08-26）.
49. ↑  . 蘋果日報. 2020-09-03  [2020-09-06]. （原始内容存档于2020-09-06）.
50. ↑  .   [2020-12-28]. （原始内容存档于2021-09-17）.
51. ↑  .   [2020-12-28]. （原始内容存档于2021-06-22）.
52. ↑  . 法庭線. 2025-03-01  [2025-03-01]. （原始内容存档于2025-07-02）.
53. ↑  翟睿敏. .   [2020-04-25]. （原始内容存档于2020-06-25）.
54. ↑  .   [2020-04-25]. （原始内容存档于2020-05-11）.
55. ↑  . www.owlapps.net.   [2021-05-20]. （原始内容存档于2021-06-22）.
56. ↑  何宛兒. . 香港01. 2017-07-13  [2021-05-20]. （原始内容存档于2021-05-20） （中文（香港））.

## 外部連結
| 議會席位      | 議會席位                                                | 議會席位    |
| ------------- | ------------------------------------------------------- | ----------- |
| 前任： 王潤強 | 北區區議會 石湖墟選區區議員 2016年1月1日－2021年3月31日 | 繼任： 懸空 |